# Мітчел Муссо
Мітчел Тейт Муссо (англ. Mitchel Tate Musso, нар. 9 червня 1991, Гарленд, Техас, США) — американський актор і співак, провідна зірка Disney Channel. Молодший брат Мейсона Муссо, соліста групи «Metro Station».
Популярність Мітчела принесла роль Олівера Окена в серіалі «Ханна Монтана», де він знімався протягом п'яти років.
У 2009 році Мітчел зіграв головну роль у комедії «Піт в пір'ї».
У червні 2009 року вийшов його дебютний альбом, до цього він виконував лише деякі пісні до діснеївських проектам.
З кінця травня до жовтня перебував у своєму першому турі по США і Канаді.

## Фільмографія
- 2002:The Keyman
- 2002:Am I Cursed?
- 2003:Потримані леви
- 2004:Олівер Бін(1 сезон)
- 2005:Hidden Howie

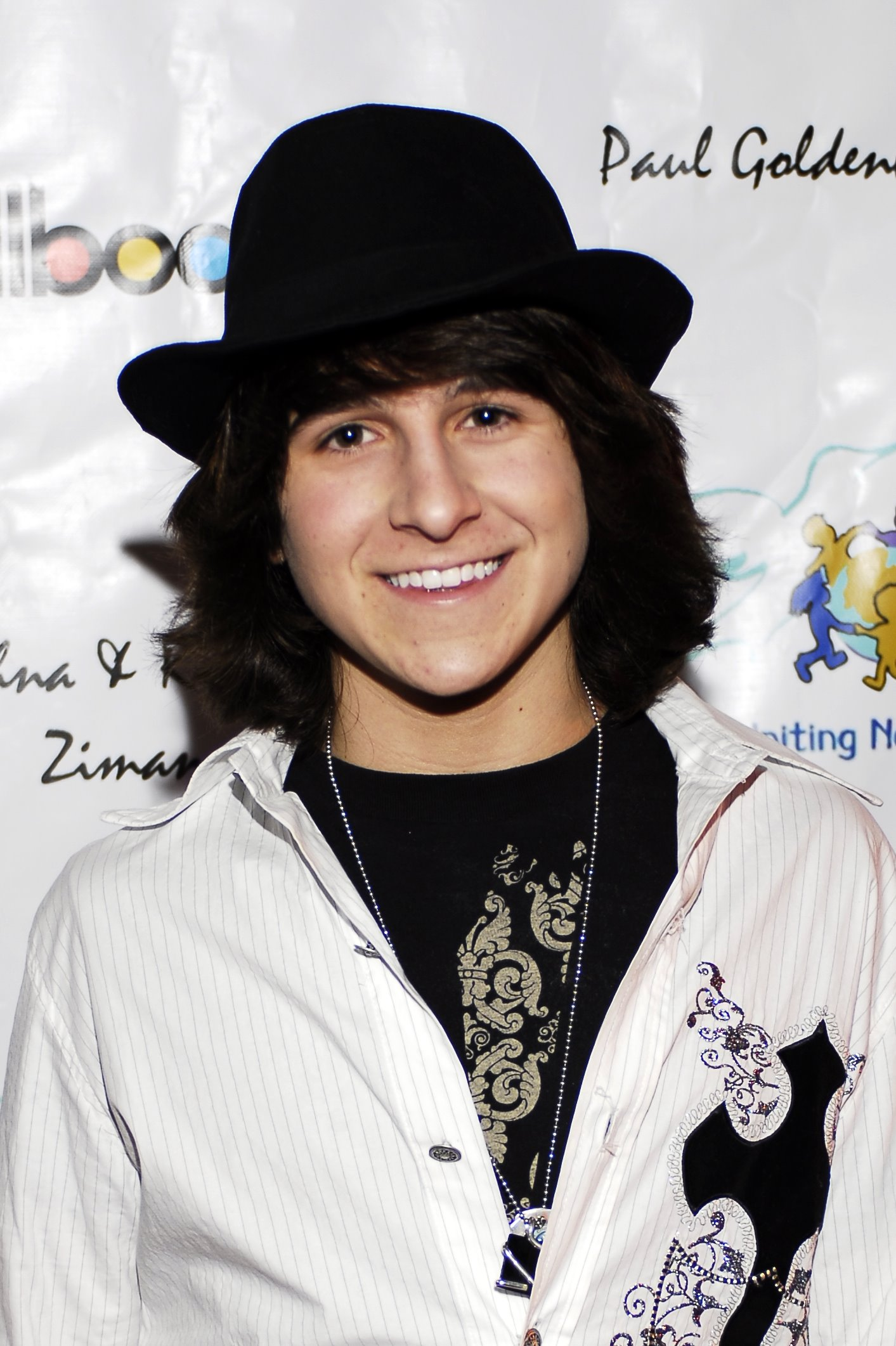
Мітчел Муссо (2007)

- 2005:Блондинка в книжковій крамниці(2 сезон)
- 2005:Пес-чемпіон
- 2005:Вокер, техаський рейнджер: Випробування вогнем
- 2006-2010:Ханна Монтана(у 4 сезоні лише незначна роль)
- 2006:Цар гори (мультсеріал) | Цар гори(2 сезон)
- 2006:Аватар: Останній маг повітря(1 сезон)
- 2006:Будинок-монстр
- 2007:Фінеас і Ферб
- 2007:Shorty McShorts 'Shorts(1 сезон)
- 2009:Ханна Монтана (фільм )
- 2009:Піт в пір'ї
- 2010:Два королі

| Актор | Це незавершена стаття про актора. Ви можете допомогти проєкту, виправивши або дописавши її. |

1. ↑  CONOR.Sl